# Mary Anne Disraeli

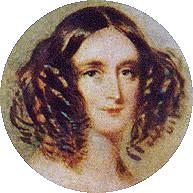

Mary Anne Disraeli, 1. Viscountess Beaconsfield, verheiratete Mary Anne Lewis, (* 11. November 1792 in Brampford Speke bei Exeter, Grafschaft Devon als Mary Anne Evans; † 15. Dezember 1872) war eine britische Peeress und Persönlichkeit des öffentlichen Lebens. Sie war mit dem Politiker Benjamin Disraeli verheiratet.

## Leben

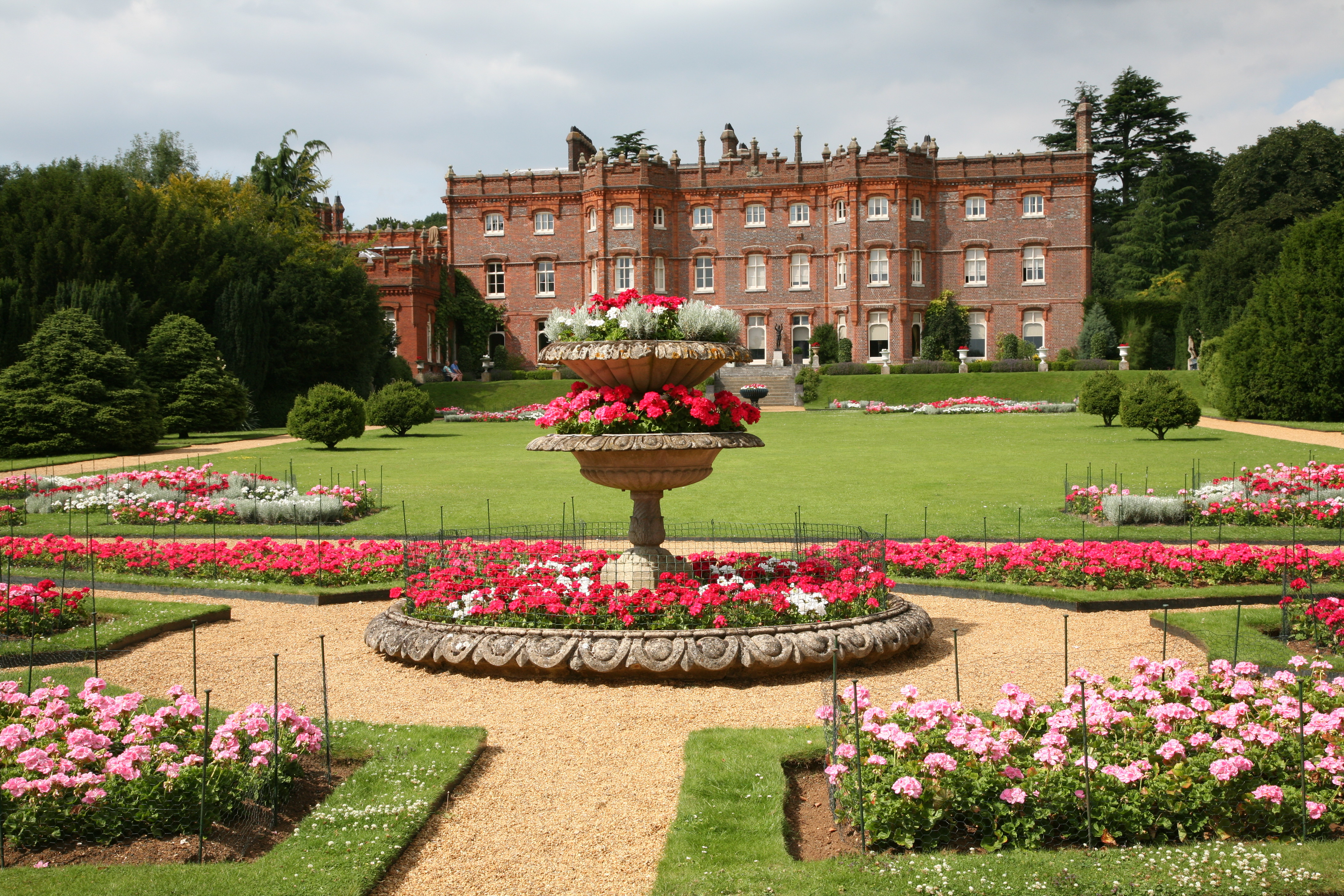
Hughenden, Heimat der Disraelis

Sie war die einzige Tochter von Commander John Viney-Evans und seine Cousine Eleanor Scrope-Viney (später verheiratet mit Eleanor Yate). 1815 heiratete sie in Clifton, Bristol, den Abgeordneten Wyndham Lewis (1780–1838), einen Kollegen von Benjamin Disraeli. In August 1839, ein Jahr nach Lewis’ Tod, heiratete sie zwölf Jahre jüngeren Disraeli in St George’s, Hanover Square, in London. Ihr Vermögen ermöglichte ihm den Kauf des Anwesens Hughenden in Buckinghamshire und das Leben eines englischer Gentleman.

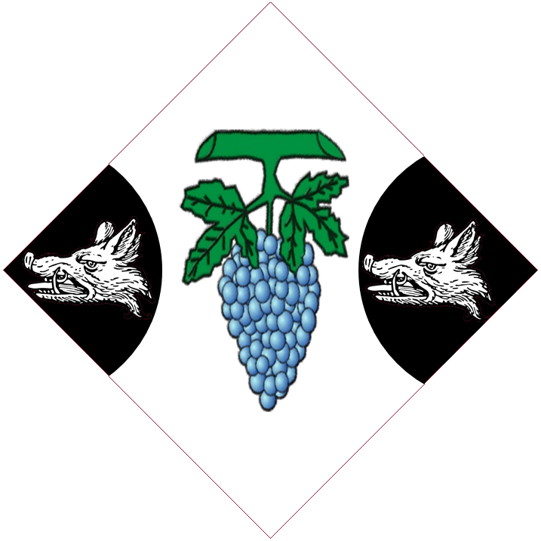
Persönliches Wapp als Viscountess Beaconsfield

In Anerkennung von Disraelis Verdiensten für die Nation wollte Königin Victoria ihn am Ende seiner ersten Amtszeit in den Adelsstand erheben. Da er jedoch im Unterhaus bleiben wollte, nahm seine Frau den Titel an seiner Stelle an und wurde am 30. November 1868 zur Viscountess Beaconsfield, of Beaconsfield in der Grafschaft Buckingham, erhoben. Nach Marys Tod nahm Disraeli die Erhebung zum Earl of Beaconsfield an.

### Persönlichkeit
Die biedere Queen Viktoria war oft schockiert über Marys hemmungslose Konversation, lernte aber bald, sie in Disraelis Hörweite nicht zu beleidigen. Einmal, bei einer Hausparty, bei der Lord Hardinge, ein großer Soldat der damaligen Zeit, im Zimmer neben den Disraelis war, verkündete Mary Anne beim Frühstück, dass sie in der Nacht zuvor zwischen dem größten Soldaten (Hardinge) und dem größten Redner (Disraeli) ihrer Zeit geschlafen habe: Lady Hardinge war eindeutig nicht amüsiert.

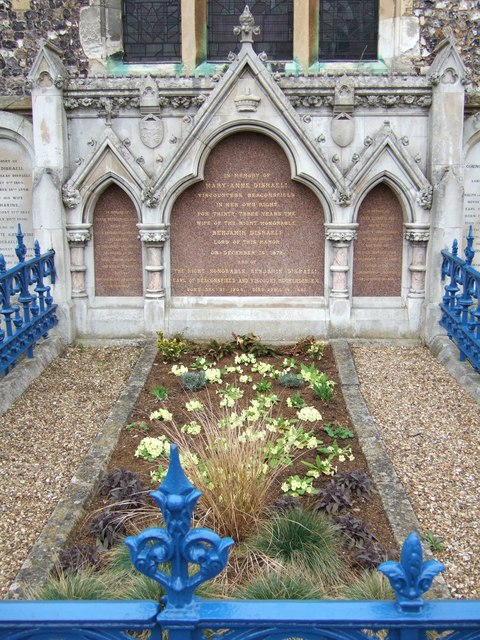
Das Grab der Familie Disraeli in Hughenden

Disraeli war von Mary Lewis bei seiner ersten Begegnung nicht beeindruckt, doch er erkannte, dass sie schlauer war, als ihr äußeres Auftreten ihn glauben ließ. Sie war ihm eine große Hilfe bei der Bearbeitung seiner Bücher und kümmerte sich 30 Jahre lang um ihn. Einmal scherzte sie öffentlich, dass er sie zwar des Geldes wegen geheiratet habe, es aber aus Liebe wieder tun würde. Im späteren Leben wurde sie zunehmend exzentrisch, sowohl in ihrer Unterhaltung als auch in ihrem Aussehen, doch die Hingabe und Loyalität ihres Mannes ihr gegenüber ließ nie nach. Sie war etwa zwölf Jahre älter als ihr Mann, doch ihre Romanze hielt bis zu ihrem Tod an.
Im Frühjahr 1872 erkrankte Mary schwer und im Mai war klar, dass sie an Magenkrebs sterben würde. Sie fasste sich wieder so weit, dass sie mit ihrem Mann eine Sommerreise durch die Home Counties unternahm. Im November fühlte sie sich wieder so gut, dass sie eine kleine Dinnerparty für ihre engen Freunde veranstalten konnte doch ihr Zustand verschlechterte sich und sie starb am 15. Dezember im Alter von 80 Jahren.
"Es gab keine Sorge, die sie nicht lindern konnte, und keine Schwierigkeit, der sie sich nicht stellen konnte. Sie war die fröhlichste und mutigste Frau, die ich je kannte", schrieb ihr Mann nach ihrem Tod. Sein großer Gegner William Gladstone, der Mary gemocht hatte, schrieb ihm einen Beileidsbrief. Disraeli, gerührt von diesem Mitgefühl eines Mannes, der ihn nicht mochte, antwortete: „Die Ehe ist das größte irdische Glück, wenn sie auf gegenseitiger Sympathie beruht.“
Sie ist zusammen mit Disraeli in einer Gruft in der Church of St Michael and All Angels Church in Hughenden, Buckinghamshire, in der Nähe des Hauses der Familie Disraeli, Hughenden Manor, begraben. Das Haus steht heute unter der Obhut des National Trust und wurde in dem Zustand erhalten, in dem es von den Disraelis bewohnt wurde. Es ist für die Öffentlichkeit als Besucherattraktion zugänglich.